# Svarttjärnen (Offerdals socken, Jämtland, 706209-141762)
Svarttjärnen är en sjö i Krokoms kommun i Jämtland och ingår i Indalsälvens huvudavrinningsområde. Sjön har en area på 0,0424 kvadratkilometer och ligger 652,1 meter över havet.

## Delavrinningsområde
Svarttjärnen ingår i det delavrinningsområde (706414-141854) som SMHI kallar för Ovan Valån. Medelhöjden är 558 meter över havet och ytan är 23,76 kvadratkilometer. Räknas de 4 avrinningsområdena uppströms in blir den ackumulerade arean 155,5 kvadratkilometer. Åkerån som avvattnar avrinningsområdet har biflödesordning 3, vilket innebär att vattnet flödar genom totalt 3 vattendrag innan det når havet efter 254 kilometer. Avrinningsområdet består mestadels av skog (76 procent) och sankmarker (17 procent). Avrinningsområdet har 0,04 kvadratkilometer vattenytor vilket ger det en sjöprocent på 0,2 procent.